# Ентоні Соул
Ентоні Соул (ісп. Antoni Sole, 12 січня 1974, Барселона) — іспанський кінорежисер, сценарист та кінопродюсер.

## Біографія
Ентоні Соул почав свою кар'єру продюсера в 2001 році. Багато його картин були представлені на різноманітних конкурсах, таких як Каннський кінофестиваль, Міжнародний кінофестиваль у Берліні та Венеції. У 2009 році Ентоні Соул дебютував як режисер у високотехнологічному трилері під назвою «Вебкамера». Цей фільм був знятий у форматі 3D.

## Приватне життя
Ентоні Соул захоплюється кіньми та є одним із найвіртуозніших збирачів інструментів відомого російського віолончеліста Данила Шафрана.